# Бутан на летних Олимпийских играх 1984
Бутан принимал участие в Летних Олимпийских играх 1984 года в Лос-Анджелесе (США) в первый раз за свою историю, но не завоевал ни одной медали. Знаменосцем команды Бутана был Тинлей Дорджи (нем. Thinley Dorji).
Бутан участвовал в одном виде спорта — стрельбе из лука.
Бутан представляли трое мужчин (Лхендуп Церинг (англ. Lhendup Tshering), Нгаванг Пелзанг (англ. Nawang Pelzang), Тинлей Дорджи (нем. Thinley Dorji)) и три женщины (Ринзи Лхам, Сонам Чуки (пол. Sonam Chuki), Карма Чоден (англ. Karma Chhoden)).
Самым пожилым спортсменом в команде Бутана был Лендуп Церинг (англ. Lhendup Tshering) — 37 лет и 65 дней. Самым молодым бутанским спортсменом была Ринзи Лхам, 16 лет и 304 дня — она до сих пор (по состоянию до 2015 года включительно) является самой молодой среди представителей Бутана, которые участвовали в Олимпиадах.